# Ridesport under sommer-OL 2016
Ridesport under sommer-OL 2016 blev afholdt i perioden 7. – 19. august omkring Centro Olímpico de Hipismo i Deodoro. Hestesporten havde tre discipliner ved legene, hvor der i alle tre discipliner blev konkurreret både individuelt og for hold. 

## Konkurrencer
Der blev konkurreret i følgende discipliner: 
- Dressur (individuelt)
- Dressur (hold)
- Spring (individuelt)
- Spring (hold)
- Military (individuelt)
- Military (hold)

## Turneringsformat

### Dressur
Holdkonkurrencen bestod af fire ryttere, der samtidig også konkurrerede i den individuelle disciplin. Alle ryttere konkurrerede i Grand Prix, der samtidig var den første runde af både den individuelle og holdkonkurrencen. De bedste seks hold gik herefter videre til Grand Prix Special. Der blev herefter udregnet en kombineret score for både Grand Prix og Grand Prix Special, hvorefter medaljerne i holdkonkurrencen kunne fordeles. 
I den individuelle konkurrence gik alle holdryttere videre til Grand Prix Special, hvis deres hold var blendt de seks bedste. Herudover var de otte bedste ryttere (uden et kvalificeret hold) i Grand Prix også videre til Grand Prix Special. Efter holdkonkurrencens afslutning skulle de individuelle medaljer afgøres i den afsluttende Grand Prix Freestyle, hvor de 18 bedste individuelle ryttere deltog. 

### Spring
De individuelle medaljer blev fordelt gennem i alt fem runder af springning. Efter første runde gik de 60 bedste videre, herefter var det de 45 bedste og så de 35 bedste. De 35 bedste til fjerde runde kunne højest bestå af tre ryttere fra hver nation. Hvis en fjerde rytter var placeret blandt de 35 bedste måtte denne rytter vige pladsen til en anden nation. I de tre første runder blev nedrivningerne lagt sammen og det var således de akkumulerede fejl, der afgjorde de bedste 35 pladser. I fjerde runde startede alle ryttere igen uden nogen nedrivninger og alle 35 havde derfor den samme chance i konkurrencen. Fra den fjerde runde gik de 20 bedste videre og rytterne tog antal nedrivninger med til den femte og afgørende runde, hvor medaljerne blev fordelt. 
Holdkonkurrencen blev gennemført sideløbende med den individuelle konkurrence. Den første runde for holdkonkurrencen var runde to for den individuelle konkurrence. De bedste otte hold fra den første hold-runde gik videre til det andet hold-runde. Herefter kunne medaljerne i holdkonkurrencen fordeles.

### Military
Konkurrencerne om hold og individuelle medaljer blev afviklet samtidigt. Alle ryttere gennemførte indledningsvis en runde af dressur, cross country samt spring. Herefter var medaljerne i holdkonkurrencen fordelt, da nationernes bedste tre rytteres score blev lagt sammen. Herefter fortsatte de 25 bedste ryttere i den individuelle konkurrence, hvor medaljerne blev fordelt efter endnu en afsluttende springkonkurrence. 

## Medaljefordeling
| Medaljetagere | Medaljetagere  | Medaljetagere | Medaljetagere | Medaljetagere | Medaljetagere |
| ------------- | -------------- | ------------- | ------------- | ------------- | ------------- |
| Placering     | Nation         | Guld          | Sølv          | Bronze        | Total         |
| 1             | Tyskland       | 2             | 2             | 2             | 6             |
| 2             | Storbritannien | 2             | 1             | 0             | 3             |
| 2             | Frankrig       | 2             | 1             | 0             | 3             |
| 4             | USA            | 0             | 1             | 2             | 3             |
| 5             | Sverige        | 0             | 1             | 0             | 1             |
| 6             | Australien     | 0             | 0             | 1             | 1             |
| 6             | Canada         | 0             | 0             | 1             | 1             |
| Total         | Total          | 6             | 6             | 6             | 18            |

### Medaljevindere
| Dressur - individuelt  | Charlotte Dujardin på Valegro | Isabell Werth på Weihegold Old | Kristina Bröring-Sprehe på Desperados FRH |  |  |  |
| Dressur - hold         | Tyskland · Sönke Rothenberger på Cosmo · Dorothee Schneider på Showtime FRH · Kristina Bröring-Sprehe på Desperados FRH · Isabell Werth på Weihegold Old               | Storbritannien · Spencer Wilton på Super Nova II · Fiona Bigwood på Orthilia · Carl Hester på Nip Tuck · Charlotte Dujardin på Valegro    | USA · Allison Brock på Rosevelt · Kasey Perry-Glass på Dublet · Steffen Peters på Legolas 92 · Laura Graves på Verdades                           |  |  |  |
|                        | | | |  |  |  |
| Military - individuelt | Michael Jung på Sam FBW | Astier Nicolas på Piaf de B'Neville | Phillip Dutton på Mighty Nice |  |  |  |
| Military - hold        | Frankrig · Karim Laghouag på Entebbe · Thibaut Vallette på Qing du Briot · Mathieu Lemoine på Bart L · Astier Nicolas på Piaf de B'Neville                             | Tyskland · Julia Krajewski på Samourai du Thot · Sandra Auffarth på Opgun Louvo · Ingrid Klimke på Hale-Bob Old · Michael Jung på Sam FBW | Australien · Shane Rose på CP Qualified · Stuart Tinney på Pluto Mio · Sam Griffiths på Paulank Brockagh · Chris Burton på Santano II             |  |  |  |
|                        | | | |  |  |  |
| Spring - individuelt   | Nick Skelton på Big Star | Peder Fredricson på All in | Eric Lamaze på Fine Lady 5 |  |  |  |
| Spring - hold          | Frankrig · Philippe Rozier på Rahotep de Toscane · Kevin Staut på Rêveur de Hurtebise · Roger-Yves Bost på Sydney une Prince · Pénélope Leprevost på Flora de Mariposa | USA · Kent Farrington på Voyeur · Lucy Davis på Barron · McLain Ward på Azur · Elizabeth Madden på Cortes'C'                              | Tyskland · Christian Ahlmann på Taloubet Z · Meredith Michaels-Beerbaum på Fibonacci · Daniel Deusser på First Class · Ludger Beerbaum på Casello |  |  |  |